# Sammy Taylor
Sammy Taylor, właśc. Samuel Douglas Taylor (ur. 27 lutego 1933, zm. 8 października 2019) – amerykański baseballista, który występował na pozycji łapacza.
W 1956 podpisał kontrakt z organizacją Milwaukee Braves, jednak rok później został oddany do Chicago Cubs, w którym zadebiutował 31 lipca 1957. W kwietniu 1962 w ramach wymiany zawodników przeszedł do New York Mets, w którym występował do końca czerwca 1963. Grał jeszcze w Cincinnati Reds i Cleveland Indians, w którym zakończył karierę po zakończeniu sezonu 1963.
30 czerwca 1959 brał udział w jednej z nietypowych zagrywek w historii baseballu. W meczu St. Louis Cardinals – Chicago Cubs, w pierwszej połowie czwartej zmiany przy próbie odbicia Stana Musiala, miotacz Cubs Bob Anderson narzucił trzy balle i jeden strike. Następnie wykonał wild pitch, a piłka uderzając w Sammy’ego Taylora i sędziego Vica Delmora, powędrowała pod backstop (bariera za łapaczem, oddzielająca trybunę od boiska). Sędzia uznał to za czwarty ball i Musial otrzymał bazę za darmo. Piłka jednak ciągle była w grze (ang. fair ball), więc Musial podjął próbę zdobycia drugiej bazy; piłkę chwycił chłopiec do podawania kijów i podał ją sprawozdawcy meczowemu Patowi Piperowi. Trzeciobazowy Cubs Al Dark pobiegł do backstopu, odzyskał piłkę i skierował ją w stronę drugiej bazy do łącznika Cubs Erniego Banksa. W tym samym czasie sędzia Delmore wprowadził do gry nową piłkę, podał Andersonowi, który rzucił ją zbyt wysoko do drugobazowego Tony’ego Taylora. W efekcie Banks, który był w posiadaniu właściwej piłki, dotknął Musiala rękawicą, gdy próbował zaliczył trzecią bazę. Po naradzie sędziowie uznali to za aut, pomimo protestów menedżera Cardinals Solly’ego Hemusa, który twierdził, że grę utrudnił chłopiec do podawania piłek i Musial powinien był zostać na boisku. Ostatecznie Cubs przegrali mecz 1–4.